# Pilar Prades
Pilar Pradas Expósito, född 1928 i Bejís, död 19 maj 1959 i Valencia, var ett spanskt hembiträde som dömdes till döden för att ha giftmördat sin arbetsgivare doña Adela Pascual Camps år 1955. Pradas avrättades genom garrottering. Hon var den sista kvinnan som avrättades i Spanien.